# Genji monogatari sennenki
Genji monogatari sennenki: Genji (源氏物語千年紀 Genji) est une série d'animation de 11 épisodes produite par les studios Tezuka Productions et TMS Entertainment, et diffusée entre janvier 2009 et mars 2009 sur Fuji TV dans la case-horaire noitaminA.
Il s'agit d'une adaptation du Dit du Genji, œuvre considérée comme majeure de la littérature japonaise du XIe siècle.